# Afghanische Fußballnationalmannschaft (U-20-Männer)
Die afghanische Fußballnationalmannschaft der U-20-Männer ist die Auswahl afghanischer Fußballspieler der Altersklasse U-20, die die Afghanistan Football Federation auf internationaler Ebene, beispielsweise in Freundschaftsspielen gegen die Junioren-Auswahlmannschaften anderer nationaler Verbände, aber auch bei der U-19-Asienmeisterschaft des Kontinentalverbandes AFC oder der U-20-Weltmeisterschaft der FIFA repräsentiert. Größter Erfolg der Mannschaft war das Erreichen des Viertelfinals bei der Asienmeisterschaft 1977.

## Teilnahme an Junioren- und U-20-Weltmeisterschaften
| Junioren-Weltmeisterschaft - 1977 bis 1979: nicht qualifiziert - 1981 bis 2005: nicht teilgenommen U-20-Weltmeisterschaft - 2007 bis 2023: nicht qualifiziert |

## Teilnahme an U-19-Asienmeisterschaften
| - 1959 bis 1974: nicht teilgenommen - 1975: Vorrunde - 1976: nicht teilgenommen - 1977: Viertelfinale - 1978: Vorrunde - 1980 bis 2002: nicht teilgenommen - 2004 bis 2023: nicht qualifiziert |

## Ehemalige Spieler
- Faisal Sakhizada (2006–2008, A-Nationalspieler)